# Grallaire flammée
Grallaria dignissima
Espèce
Statut de conservation UICN

 LC  : Préoccupation mineure
La Grallaire flammée (Grallaria dignissima) est une espèce d'oiseaux de la famille des Grallariidae.

## Répartition
Cette espèce est présente en Colombie, en Équateur et au Pérou. 

## Habitat
Elle vit dans la forêt tropicale humide de basse altitude.